# 史密斯維爾 (喬治亞州)
史密斯維爾（英語：Smithville）是一個位於美國喬治亞州李縣的城市。

## 地理
史密斯維爾的座標為31°54′07″N 84°15′19″W / 31.90194°N 84.25528°W，而該地的平均海拔高度為100米（即328英尺）。

## 人口
根據2010年美國人口普查的數據，史密斯維爾的面積為6.60平方千米，當中陸地面積為6.60平方千米，而水域面積為0.00平方千米。當地共有人口575人，而人口密度為每平方千米87.12人。